# 30Y
A 30Y 2000-ben alapított négy tagú pécsi alternatív rockegyüttes. Zenéjükre a Nirvana és a Red Hot Chili Peppers mellett egyértelműen nagy hatással volt a Rage Against the Machine, a Pearl Jam, a Muse, a Radiohead és a Blur, de kalandozó hangzásvilágukban felfedezhető a Queens of the Stone Age-től kezdve a The Doors-on át a Cardigans-ig szinte minden kísérletező hajlamú, ezredforduló környéki zenekar lenyomata. Ők maguk a 30Y sarokpontjának az 1990-es évek amerikai zenekarainak életérzését tartják. Pályájuk korai szakaszában jelentős szakmai támogatást kaptak a szintén pécsi Kispál és a Borztól.
A zenekar több mint 10 éve meghatározó szereplője a hazai könnyűzenei klub és fesztiváléletnek, évente nagyjából hetvenszer lépnek színpadra. Az elmúlt tizennyolc évben megjelent 10 nagylemeze, tucatnyi online terjesztett független hanganyaga, több mint 10 videóklipje.
Magukról így vallanak:
„A 30Y egy zenekar. négyen testvérek. ikrek. négy tojás, olyanok, hogy meg sem tudod különböztetni őket. Néha ők maguk is összekeverik a másikat saját magukkal. nem is a dalaik miatt ismerik őket, hanem azért, mert ilyen, hogy négyes ikrek alapítanak zenekart, na, ilyen még nem volt. télire pulóvert húznak, nyáron kisgatyát. és ha esik, sosem nyitnak esernyőt. mindnek van autója, mindegyiknek más. azt sosem keverik össze. megjelent egy csomó lemezük, a platina az nagyon csillog. EGY, ez a címe annak, ami új. EGY koncertlemez, ami megörökít egy őszt, egy hetet, egy hétvégét. Jó újra hallani a hangotokat.”

## Tagok

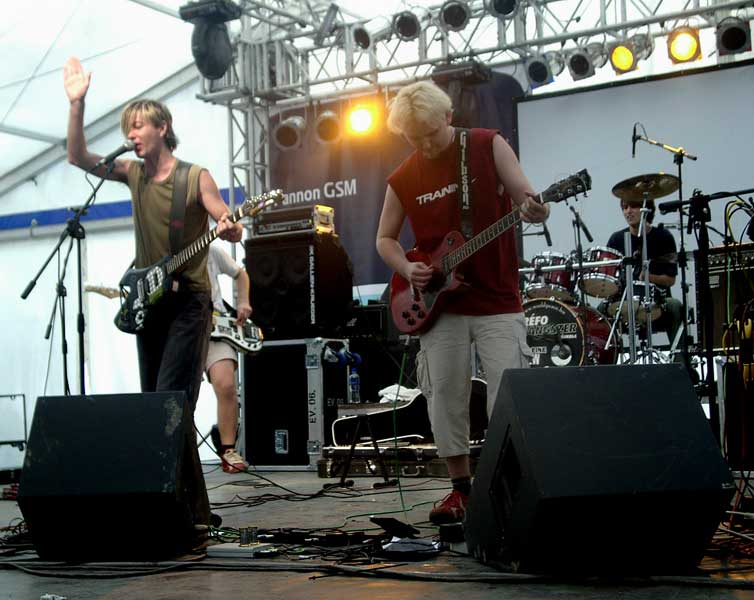
2007-ben Sopronban.

- (2000–) Beck Zoltán (beckzoli): gitár, ének
- (2000–) Beck László (zaza): dobok, vokál
- (2000–2014[1]) Gradvolt Endre (endi): gitár
- (2000–) Varga Ádám (ádi): basszusgitár, vokál
- (2002–) Sárközy Zoltán (papa): billentyűs hangszerek, vokál
  - (2005–) Bóra Áron: ütőhangszerek (a szentimentálé-programban)

## Története

### 2000–2004 – Útkeresés

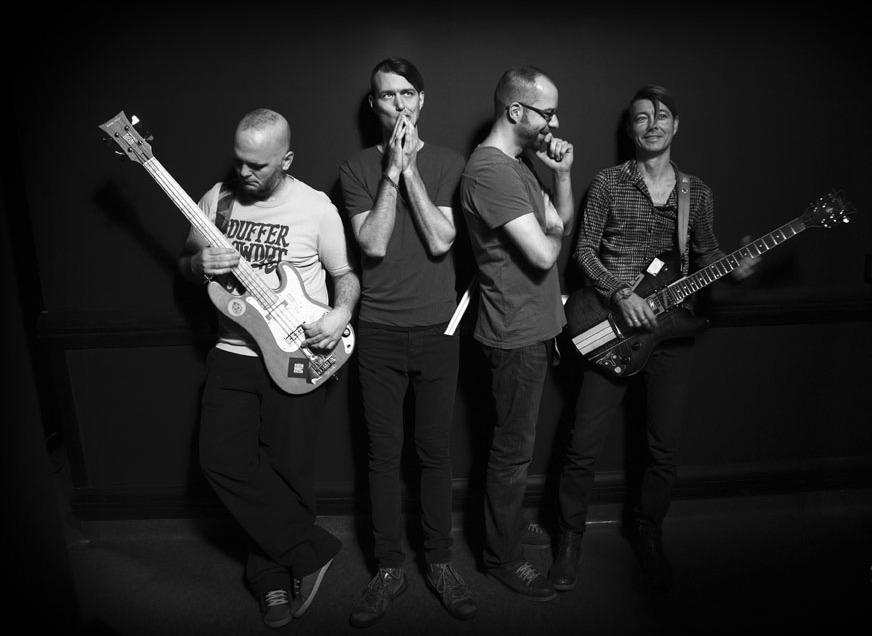
Az együttes négy tagja 2014-ben

Az ország teljesen különböző részein született tagok (Ajka, Békéscsaba, Celldömölk, Devecser, Szigetvár) 2000-ben futottak össze Pécsett. A Beck-fivérek és Sárközy Zoltán Ajkán már játszottak együtt a Körök nevű együttesben, Varga Ádám pedig a PTE üzenőfalán feladott hirdetésre jelentkezett basszusgitárosnak. Később ő hozta magával Gradvolt Endre gitárost is a Pécsett akkortájt igen népszerű Játszótér együttesből, a Bóra-testvérek mellől, akik közül a basszusgitáros Dávid (2008-ban betegségben elhunyt) később a 30Y hangmérnöke és zenei producere, a dobos Áron pedig az akusztikus koncertek állandó ütőhangszeres vendégzenésze lett.
Már az indulásnál alapelvei közé tartozott, hogy „nincs üzenetesség”. Nevüket egy szombathelyi buszjárat jelzéséről vették kölcsön, egészen prózai okoktól hajtva:
- számmal kezdődik, így minden alfabetikus felsorolás élére kerül;
- mindössze három karakter, ezért plakátokon kimondottan jól nagyítható;
- más nyelveken pontosan úgy írják, mint magyarul;
- nem jelent semmit, ezért bárkit megszólíthat, és bárkinek jelenthet bármit;
- nem volt más, használható ötletük.

A 30Y első négy éve növekvő intenzitású országos koncertkörutakból állt. Elkészült három demóanyaguk, megnyertek egy pop-rock-jazz tehetségkutató versenyt, bekerültek a nyári fesztiválok programjaiba, év közben pedig rendszeresen olyan együttesek elé mentek el vendégzenekarnak, mint az Anima Sound System, a Quimby, a Heaven Street Seven vagy a Kispál és a Borz. A Mediawave-nek köszönhetően eljutottak Szlovákián belül Révkomáromba, Dunaszerdahelyre, később pedig Pozsonyba. Kísérletet tettek néhány angol nyelvű dal megírására is, melyek Ausztriában, a linzi Pflasterspektakel fesztiválján debütáltak, bár életük ezzel véget is ért – a zenekar a mai napig kizárólag magyar nyelvű számokat ír és ad elő. A Frankofón Heteken megismerkedtek a dán származású gitáros-énekessel, a párizsi Stillico frontemberével, Chris Dahl-lal, akivel később gyümölcsöző kapcsolatot alakítottak ki. Néhány felületükön (képregények, borítótervek, plakátok) megjelentek a pécsi újságíró-képregényrajzoló Gróf Balázs munkái.
Ez az időszak mind zenei, mind szövegvilágbeli, mind az arculathoz fűződő értelemében az útkeresésről szólt. Az együttes mögött még nem állt profi stáb és menedzsment, de szakmai kapcsolatrendszere egyre jobban kezdett elmélyülni, és az időközben leadott majdnem százötven fellépésnek köszönhetően elismerésre méltó színpadi rutinra tett szert. Az együttes önálló koncertjeivel a kisebb egyetemi rendezvények és a pár száz fős klubok koncerthelyszíneinek spektrumán mindenfelé mozgott. A nyúlványok lassan kezdtek kifele nőni Pécsről: először a hanganyagokat vették át kisebb, regionális rádiók, aztán más városok helyi lapjaiban is kezdtek megjelenni a zenekarról szóló cikkek, végül a közszolgálati és a kereskedelmi televíziók ifjúsági műsorai is felfedezték az együttes zenéjét, amely ekkoriban még csak az egyetemisták és a főiskolások körében volt kimondottan ismert.

## Diszkográfia

### Albumok
| Év   | Album                                                | Legmagasabb helyezés                   | Minősítés      |
| Év   | Album                                                | MAHASZ Top 40 album- és válogatáslemez | Minősítés      |
| ---- | ---------------------------------------------------- | -------------------------------------- | -------------- |
| 2001 | Sárga lemez                                          | -                                      |                |
| 2002 | Rapacsi                                              | -                                      |                |
| 2004 | Egy perccel tovább                                   | -                                      |                |
| 2006 | Csészényi tér                                        | -                                      |                |
| 2007 | Semmi szédítő magasság                               | 20                                     |                |
| 2008 | No. 4.                                               | 3                                      |                |
| 2010 | Városember                                           | -                                      |                |
| 2012 | Szentimentálé                                        | 30                                     |                |
| 2013 | Szentimentálé (vendégoldal)                          |                                        |                |
| 2013 | Bezzeg a kurva Beckek („A Beck testvérek terápiája”) | -                                      |                |
| 2014 | Ahogy elképzeltem EP                                 | -                                      |                |
| 2014 | Dobozember EP                                        | -                                      |                |
| 2014 | Neked szurkolok                                      | -                                      |                |
| 2014 | 30Y.LP.2014                                          | -                                      |                |
| 2015 | BEST OF                                              | 1                                      | - Platinalemez |
| 2016 | A Kis Herceg (A Pécsi Balett Táncmeséjének Zenéje)   | -                                      |                |
| 2016 | Dicsőség                                             | -                                      |                |
| 2018 | EGY (KONCERT)                                        |                                        |                |
| 2019 | Ki az akit még megölelnél                            |                                        |                |
| 2020 | Resti                                                |                                        |                |

Az Egy perccel tovább egy koncertlemez. A csapat egy dunaszekcsői, egy budapesti (Zöld Pardon) és egy szegedi (SZIN) fellépés hanganyagából vágta össze a közel egyórás albumot. A rögzítést, a keverést és az utómunkálatokat Dióssy D. Ákos végezte el 2004 nyarán és őszén. Év végén a Petőfi Csarnokban dupla lemezbemutatót tartottak – a vendégként fellépő 30Y az Egy perccel tovább anyagát, míg a házigazda Kispál és a Borz az Én, szeretlek, téged című albumot vitte színpadra. A szerzői kiadásban megjelent Egy perccel tovább megjelent hagyományos cd-formátumban is, de az együttes a teljes hanganyagot szabadon letölthetővé tette mp3-ban e célra készített honlapján, amely december 11-én 20:00-kor, a koncert kezdésének időpontjában nyitotta meg kapuit. A lemez borítóját mrsamurai készítette.

A Csészényi tér a CLS Records gondozásában megjelent album. A hangszeres felvételeket Dióssy D. Ákos készítette 2005 őszén és telén, ezúttal a zenekar pécsi, Olimpia üzletházbeli próbatermében. Az énekes és vokálos részeket 2006 januárjában a Fidó Hangstúdióban rögzítették Friskó „Fidó” Péterrel (Perfect Symmetry), míg a keverést és az utómunkálatokat Marton „Maci” Zoltán (Trinity's Breakfast, The Cas!o Samples) és a Molekula Stúdió végezte. A produceri munka során néhány dal jóval elektronikusabb ízt kapott. Az önálló lemezbemutatóra március 20-án került sor a budapesti Gödör Klubban, amelyhez kapcsolódó projektként a zenekar új honlapot készített a lemez arculatához simítva. Az album borítóterve és a dizájn lucabrasi-csoport, míg a fotók Kiss Gergely munkái.

A Semmi szédítő magasság szintén a CLS Records gondozásában megjelent album, a 30Y első komolyabb stúdiómunkája. A zenekar másfél hónapra felköltözött Budapestre egy kölcsönkapott lakásba, hogy az abNormal Stúdióban dolgozhasson. A munkálatokat Takács „Jappán” Zoltán (a HS7 billentyűse), Philipp „Filip” László (a HS7 hangmérnöke), Bóra „Bálna” Dávid (a 30Y hangmérnöke és zenei producere) illetve Schramm Dávid (zenei producer, az Aquarium Stúdió munkatársa, a FreshFabrik exgitárosa) irányításával végezték. Az alapvetően gitárzenének készülő, de kísérletező jellegű, merész anyag műfaji kavalkádjában a Commodore 64-es számítógéphangoktól (Soerii & Poolek) és énekhang-modulátoroktól kezdve a dixieland-es trombitán át (Szücs „Qka” Krisztián) a devecseri kannáig mindenféle hangszert megszólaltattak. Folytatták az új lemez/új arculat/új honlap koncepciót, és továbbra is maradtak a pusztán grafikai elemekből álló borítóterveknél. Az album fedlapját ismét a lucabrasi készítette. A lemezbemutatót Budapesten, az A38 Hajón tartották.
A hatlemezes 30Y a 2012-es év végén úgy döntött, hogy egy ideig nem ad fesztivál-és klubkoncerteket, és nem csinál sorlemezt. Szentimentálé címmel futó egyedi, különös hangulatú koncertsorozatukon és az aktív társadalmi szerepvállaláson – melyet Y triásznak neveznek – kívül hibernálta magát. Időt kapott az újjászületésre.
2013-ban megjelent a Bezzeg a kurva Beckek című lemez, a 30Y zenekart alapító Beck testvérek terápiája. A Beckek intenzív, egyenes és egyszerű duó lemez, egy gitár, egy dob és két ének. A beck testvérek 2011-ben kezdtek el újra kettesben is zenélni, ami nagyjából a gyerekkori gyakorlat előhívása. A próbákból hamarosan dalok születtek és a dalok kikövetelték a maguk helyét.

### Kisfilmek (Beckek)
- Várjál még. YouTube (2013) R.: Pamuki Krisztián
- A látszat csal. YouTube (2013) R.: Pamuki Krisztián
- Megint csak úgy kel. YouTube (2013) R.: Pamuki Krisztián
- Rajta leszek. YouTube (2013) R.: Pamuki Krisztián
- Nálam a kertben. YouTube (2013) R.: Pamuki Krisztián

### Nem hivatalos kiadványok[2]
- 2001 – sárga lemez (demo)
- 2002 – rapacsi (demo)
- 2003 – PÉK (koncertfelvétel)
- 2004 – 30Y feat. Chris Dahl (koncertfelvétel)
- 2004 – próbáld fel (maxi)
- 2005/2006 – szentimentálé (akusztikus dalok)

## Videográfia

### Klipek
- Egy perccel tovább. YouTube (2005) R.: Seres Tamás[3]
- Bogozd ki. YouTube (2006) R.: Seres Tamás
- Dadog. YouTube (2007) R.: Bogdán Árpád[4]
- Respekt. YouTube (2007) R.: Szabó Gergő[5] -werkfilm-
- Felhő. YouTube (2008) R: Seres Tamás
- 6milliárd. YouTube (2009) R: Schmidt Antal
- Városember. YouTube (2011) R: Sós Bálint Dániel
- Egypár. YouTube (2012) R: Danila Kostil
- Világlepedője. YouTube (2012) R: Lévai Balázs
- Szentimentálom. YouTube (2012) R: Lévai Balázs
- Csak most ne. YouTube (2013) R: Pamuki Krisztián, Arculat: Takácsbéláné style
- Ahogy elképzeltem. YouTube (2014) R: Pamuki Krisztián
- Dobozember. YouTube (2014) R: Pamuki Krisztián, Takács Béláné
- Énte. YouTube (2014) R: Pamuki Krisztián
- Messziről szép. YouTube (2015) R: Beck Zoltán
- Elsőre. YouTube (2016) R: Seres Tamás
- Révbe ér a YouTube-on (2017) R: Pamuki Krisztián
- Úgyis mindegy a Youtube-on (2017) R: Pamuki Krisztián
- Nevemre veszlek a YouTube-on (2018) R: Seres Tamás
- Szeretni akart a YouTube-on (2018)
- Újra él a YouTube-on (2018)
- éhezők jóllakottak a YouTube-on (2022) R: Bátori Gábor ‘jim’

Az Egy perccel tovább a zenekar legelső videóklipje, az első album címadó dalából. A tervek szerint egy vágás nélküli etűdnek indult, amely a szövegre játszva egy háromszintes, páternoszteres épületben lett volna felvéve úgy, hogy a kamera fixen rögzítve végig a liftben utazik. Az elképzelés az volt, hogy a középső szinten az együttes zenél, az alsón és a felsőn színészek adják a kerettörténetet, a gépház fordulóinak sötét háttérképeire pedig Gróf Balázs készít animációs betéteket. Megfelelő helyszín híján fordult a koncepció, és a zenekar, illetve a színészek kerültek a fülkékbe, a több kameraállásból felvett, vágott klip pedig a pécsi Megyei Bíróság kilenc emeletes épületszárnyában lett leforgatva – animációk nélkül.

A Bogozd ki klipje egy – a második album vitathatatlanul legnépszerűbb dalának koncertfelvételéből – összevágott montázs. A felvételek a Sziget fesztiválon készültek, összesen nyolc kamerával. A nyitányt, a gitárszólót és a közönségzajt a koncerten rögzített hangfelvételekről keverték rá az album eredeti dalára. A képminőséget több helyen szándékosan lerontották, néhol bent hagyták a filmszalag hibáit, és itt-ott kézikamerás felvételeket vágtak be az archív, dokumentarista hatás elérésének érdekében. A klip a színpadon kívüli előkészületek, mozgások, ráhangolódások és utóérzések, illetve a színpadi fellépés pillanatai megörökítésének vegyítésével némi werkfilm-jelleget is kapott. Itt indult el a dalkezdő vele k*félsz kanosszajárása, amely a kereskedelmi rádiókban és televíziókban vulgaritása miatt minden további verzióban kisípolásra került. Az igazsághoz azonban hozzátartozik, hogy ezt a zenekar tagjai a szókimondó együttesek virágzásának korában (ahol sokkal obszcénabb kifejezéseket sem mindig szoktak kimoderálni) tulajdonképpen heccnek, fricskának és szimpla figyelemfelkeltésnek szánta, hiszen a kisípolt hangfelvételeket ők maguk juttatták el már ebben a formában a vágószobába.

A Dadog a harmadik lemez zászlóshajójának szánt klip, új rendezővel, komorabb hangvétellel, mélyebb tónusokkal, több jelenethelyszínnel. Az elsőklipes rendező merészen és határozottan instruálta a zenekart, kísérleti jellegű beállításokat használt, és azzal az összeszokott stábbal forgatott, ami korábban már első nagyjátékfilmjénél is mögötte állt. A Dadog képsorainak zömét egy budapesti szétzilált bérház emeleti szobájában forgatták, szakadozott tapétájú nappaliban, rozsdás csövekkel tarkított, víztől tocsogó fürdőszobában, és stroboszkóppal megvilágított spájzban. A külső felvételek egy kesztölci baráti társaságtól kölcsönkapott kultikus Mercedesben lettek rögzítve, ezeken a zenekar egy platós teherautón furikázott a főváros utcáin. A Dadog kétségtelenül az eddigi legprofesszionálisabb, néhol kifejezetten művészi igénnyel elkészített klip lett, amely megfelelt volna bármelyik európai zenecsatorna trendszerű elvárásainak, fogadtatása ennek ellenére (talán az atmoszférája miatt) nem vetekedett a Bogozd ki sikerével.

A Respekt tulajdonképpen nem számít hivatalos klipnek. Rendezője (aki már a Bogozd ki kézikamerás operatőrei között is ott volt) egy hangulatos werkfilmet igyekezett összeollózni a Semmi szédítő magasság dalainak születési folyamatáról. A filmbe bekerült pár próbatermi jelenet Pécsről, egy-két részlet későbbi klubkoncertfelvételekből, néhány snitt az utazásokról, a hangfelvételek némelyike a stúdióból, illetve egy pillanatkép-csokor a zenén kívüli privát szférából. A Respekt nem került be a zenecsatornák műsorába, a zenekar mindössze internetes közzétételre szánta, ám – mivel egy bő hónappal a Dadog előtt lett publikálva, és hézag nélkül illeszkedett a korábbi klipek képzeletben felrajzolható ívére – sokan a Bogozd ki folytatásának hitték.

A 2012-ben kiadott Szentimentálé című albumhoz Lévai Balázs megrendezett egy, az albummal azonos című filmet is, melyet 2012. november 29-én mutattak be a budapesti Átrium Film-Színházban.

## Díjak
- MTV EMA Worldwide Act (2012)
- Artisjus díj: Beck Zoltán – az év könnyűzenei szövegírója (2012)
- Zöld Pardon Szakmai díj: Sárközy „Papa” Zoltán – legjobb billentyűs (2012)

### Hivatalos oldalak
- A zenekar honlapja
- A zenekar fóruma
- A zenekar HotBand-felülete
- A zenekar MySpace-felülete
- A zenekar MusicBrainz-felülete
- A zenekar YouTube-os videói

### Linkgyűjtemény
- 30y.lap.hu

### Cikkek, adalékok
- 30Y-archívum az Index oldalán
- 30Y-dosszié a BAMA Archiválva 2008. január 24-i dátummal a Wayback Machine-ben oldalán
- 30Y az EKF-programban
- 30Y a Középiskolás tananyagban. YouTube [halott link]
- 30Y a Muse előtt a Papp László Budapest Sportarénában
- Mélyinterjú Déri Zsolttal: első rész / második rész
- 30Y interjú az Est.hu oldalon
- 30Y dalszövegek Dalszövegtár oldalon

### Fotók, koncertfelvételek
- A ~Szörfdeszka.hu archívuma: 1 – 2 – 3 – 4 – 5 – 6 – 7 – 8 – 9 – 10 – 11 – 12 – 13 – 14 – 15 – 16- 17 – 18 – 19 – 20 – 21 – 22
- Tóth Áron koncertfotói
- Dávid Lajos (lujoba) koncertfotói
- Rajongók koncertfotói

### Egyéb
- Chris Dahl honlapja Archiválva 2007. december 10-i dátummal a Wayback Machine-ben
- Gróf Balázs honlapja
- Haász János–Tóth Barbara: Ipszilon; Zajzajzaj Kft., Pécs, 2020
- Tavasz lesz és reggel; szerk. Győri Zsuzsanna, Haász János; Poket Publ., Komárom, 2024 (Poket)